# 벅와일즈
벅와일즈(영어: Buckwilds)는 대한민국의 힙합 크루다. JTONG이 2005년 결성하여 현재까지 이끌고 있으며 주요 활동 지역은 부산이다.

## 역사
Buckwilds는 JTONG을 중심으로 고등학교 시절 주변의 친구, 동생들과 함께 2005년 부산에서 처음 결성되었다. 결성 이후 한동안은 활동이 없고 개인적인 차원에 머물렀으므로 이름을 거의 알리지 못하였다. Buckwilds라는 이름이 처음 실린 것은 JTONG이 첫 믹스테입 B를 무료 배포하면서부터였다. 이후 JTONG이 Basick의 Champion에 참여, 화려한 랩을 선보이면서 자연스레 그의 크루인 Buckwilds에 대한 관심도 높아졌다. 그러나 그때까지도 JTONG은 크루의 정확한 정보를 비밀에 붙였으며 단지 '멤버들이 전부 괴물이라는 것은 장담할 수 있다'고 얘기할 뿐이었다.
이들의 정확한 멤버 구성이 처음 알려진 것은 2010년 Gehrith Isle이 합류하면서부터였다. 이때부터 Buckwilds는 이전에 비해 더욱 활발한 활동을 개시하여 공연 무대에도 더 많이 올랐으며, 8월에는 컴필레이션이라 할 수 있는 믹스테입 BuckXTape vol.1을 발표하였다. 그러나 이 앨범은 대체로 '기대에 충족하지 못한다'는 평을 받았다. 이후의 Buckwilds의 활동은 멤버들의 믹스테입 발표가 주를 이뤄 한해, Uglyduck, JV 등의 멤버들의 믹스테입이 줄을 이었다.
2013년 2월에는 부산 경성대학교 근처의 클럽 패브릭 위치에 클럽 South Town을 오픈하여, 2월 23일 오픈 기념 파티를 열었다. Buckwilds 측은 이를 거점으로 더욱 활발히 부산 힙합을 이끌어가겠다고 밝혔다. 2013년 7월 발매된 화나의 FANAttitude에 수록된 트랙 Show Stoppers Remix는 Buckwilds 크루의 거의 대부분이 참여하여 일종의 크루 단체곡 역할을 하고 있다.

## 단체 앨범
- 2010년 BuckXTape vol.1 믹스테입